# Gino Barbieri (economista)

Gino Barbieri

Gino Barbieri (Legnago, 2 marzo 1913 – Legnago, 26 maggio 1989) è stato un economista e storico italiano.

## Vita e studi
Storico dell'economia italiana e del pensiero economico, nativo di Legnago; dopo il liceo classico a Verona, compì gli studi presso l’Università Cattolica del Sacro Cuore, dove nel 1935 ottenne la laurea cum laude in Economia e Commercio. A Milano ebbe modo di frequentare noti studiosi italiani e stranieri (essendo la Cattolica d'allora "roccaforte" europea del Neotomismo), tra i quali padre Agostino Gemelli e Amintore Fanfani di cui divenne l'allievo prediletto.
Al pari d'un altro legnaghese, Giovanni Battista Cavalcaselle, Barbieri si servì sempre nelle proprie ricerche di documenti d'archivio prima raccolti e poi rifusi in volumi (esemplare in tal senso Economia e politica nel ducato di Milano, monografia sullo Stato visconteo-sforzesco e l'economia lombarda del tempo).
Per l'alto magistero fu chiamato già nel 1940 - a ventisette anni - a ricoprire la cattedra di Storia Economica che fu di Luigi Dal Pane, presso la facoltà di Bari, dove rimase sino al 1963. In quegli anni condusse svariati studi politico-economici (sulla dottrina sociale della Chiesa, intesa come "terza via" rispetto a Capitalismo e Marxismo) e socio-economici (negli Ideali economici degli italiani che è un'opera del 1940 - in realtà riscrittura della sua tesi di laurea - intuì profeticamente i rischi della finanza).
Da sempre legato alla sua terra d'origine (ne sono dimostrazione numerosi articoli di storia locale), fu insieme a Giorgio Zanotto uno dei fondatori dell’Università di Verona (che nel 1982 affrancò da quella patavina), nonché preside della facoltà di Economia e Commercio della medesima. Rimase ai vertici dell'ateneo scaligero sino alla nomina a presidente della Cassa di Risparmio di Verona, Vicenza, Belluno e Ancona (dal 1982 al 1986); nella nuova veste di banchiere si distinse per le molte opere di filantropia e mecenatismo.
L'attività scientifica di Barbieri è divisa in molteplici volumi e in centinaia d'articoli specialistici (tra l'altro diresse per anni Economia e storia, autorevole rivista di settore); tre comunque sono i grandi temi che ne caratterizzano gli interessi di studio: il primo, la valenza sociale ed economica, oltre che spirituale, del Vangelo (e di qui la sua "declinazione economica" nelle figure dei Santi, nella Scolastica e durante la Controriforma, ovvero quando l'etica riuscì a porre un argine all'economia); il secondo, la nascita del capitalismo in relazione alle preesistenti forme politiche, economiche e religiose (ricerche sul capitalismo lombardo, sulle scoperte geografiche e la conseguente mercatura, sull'usura interpretata come anticipazione della finanza, sui mutamenti economici italiani a cavallo tra Medioevo e Rinascimento, e - più in generale - sulle fonti storico-dottrinarie dell'economia dall'Antichità classica a oggi); infine, il confronto teoretico con alcuni importanti economisti (quali Werner Sombart, Max Weber, Giuseppe Toniolo) e storici (Ernst Troeltsch, Amintore Fanfani), maestri a lui affini per metodo o indagini. A queste competenze storico-economiche, Barbieri sapeva unire anche l'eleganza e la facondia d'un vero umanista (rinverdendo in ciò l'esempio di Scipione Maffei); come dimostra d'altronde il lascito della sua biblioteca, ricca di oltre 10 000 volumi, alla Fondazione "Maria Fioroni" di Legnago. Per serbare memoria del concittadino, il comune di Legnago ha intestato a Gino Barbieri una via e una scuola media.

## Opere
- Economia e politica nel Ducato di Milano: 1386-1535, Vita e Pensiero, Milano 1938
- Note e documenti di storia economica italiana per l'Età medioevale e moderna, Giuffrè, Milano 1940
- Ideali economici degli italiani, all'inizio dell'Età moderna, Giuffrè, Milano 1940; e ristampa - completamente rivista - Olschki, Firenze 2013 (edizione disponibile anche in lingua inglese: Decline and Economic Ideals in Italy, in the early modern age)
- Le dottrine economiche nell'Antichità classica, Marzorati, Milano 1954
- Introduzione all'economia, ERI, Torino 1954
- Dottrine economiche nel pensiero cristiano, Marzorati, Milano 1955
- L'ordinamento tributario dello Stato, ERI, Torino 1955
- Problemi economici di ieri e di oggi, ERI, Torino 1956
- Fonti per la storia delle dottrine economiche, Marzorati, Milano 1958
- L'ordine economico nei pensatori ecclesiastici dell'Epoca moderna, Istituto di Storia economica dell'Università di Bari, Bari 1961
- Origini del capitalismo lombardo: studi e documenti sull'economia milanese nel periodo ducale, Giuffrè, Milano 1961
- Il pensiero economico dall'Antichità al Rinascimento, Istituto di Storia economica dell'Università di Bari, Bari 1963
- Etica ed economia nelle dottrine e negli ideali dell'Età di mezzo, Istituto universitario di Scienze sociali, Trento 1964
- La dottrina economico-sociale della Chiesa: dal Vangelo agli ultimi messaggi pontifici, ERI, Torino 1964
- Saggi di storia del pensiero economico, Facoltà di Economia e Commercio di Verona, Verona 1965
- Il pensiero sociale del Medioevo, Palazzo Giuliari, Verona 1968
- I viaggi di Giovanni e Sebastiano   Caboto, AZ editrice, Verona 1989